# Blunt Force Trauma
Blunt Force Trauma drugi je studijski album američkog metal-sastava Cavalera Conspiracy. Diskografska kuća Roadrunner Records objavila ga je 28. ožujka 2011.

## Popis pjesama
| 1.    | »Warlord«            | 3:05 |
| 2.    | »Torture«            | 1:51 |
| 3.    | »Lynch Mob«          | 2:31 |
| 4.    | »Killing Inside«     | 3:28 |
| 5.    | »Thrasher«           | 2:49 |
| 6.    | »I Speak Hate«       | 3:10 |
| 7.    | »Target«             | 2:36 |
| 8.    | »Genghis Khan«       | 4:23 |
| 9.    | »Burn Waco«          | 2:52 |
| 10.   | »Rasputin«           | 3:22 |
| 11.   | »Blunt Force Trauma« | 3:58 |
| 34:05 |                      |      |

| Bonus pjesme na japanskom izdanju | Bonus pjesme na japanskom izdanju | Bonus pjesme na japanskom izdanju | Bonus pjesme na japanskom izdanju | Bonus pjesme na japanskom izdanju | Bonus pjesme na japanskom izdanju | Bonus pjesme na japanskom izdanju | Bonus pjesme na japanskom izdanju | Bonus pjesme na japanskom izdanju | Bonus pjesme na japanskom izdanju |
| Br.                               | Skladba                           | Trajanje                          |                                   |                                   |                                   |                                   |                                   |                                   |                                   |
| --------------------------------- | --------------------------------- | --------------------------------- | --------------------------------- | --------------------------------- | --------------------------------- | --------------------------------- | --------------------------------- | --------------------------------- | --------------------------------- |
| 12.                               | »Psychosomatic«                   | 3:09                              |                                   |                                   |                                   |                                   |                                   |                                   |                                   |
| 46:26                             |                                   |                                   |                                   |                                   |                                   |                                   |                                   |                                   |                                   |

| Bonus pjesme na posebnom izdanju | Bonus pjesme na posebnom izdanju           | Bonus pjesme na posebnom izdanju | Bonus pjesme na posebnom izdanju | Bonus pjesme na posebnom izdanju | Bonus pjesme na posebnom izdanju | Bonus pjesme na posebnom izdanju | Bonus pjesme na posebnom izdanju | Bonus pjesme na posebnom izdanju | Bonus pjesme na posebnom izdanju |
| Br.                              | Skladba                                    | Trajanje                         |                                  |                                  |                                  |                                  |                                  |                                  |                                  |
| -------------------------------- | ------------------------------------------ | -------------------------------- | -------------------------------- | -------------------------------- | -------------------------------- | -------------------------------- | -------------------------------- | -------------------------------- | -------------------------------- |
| 12.                              | »Psychosomatic«                            | 3:09                             |                                  |                                  |                                  |                                  |                                  |                                  |                                  |
| 13.                              | »Jihad Joe«                                | 3:31                             |                                  |                                  |                                  |                                  |                                  |                                  |                                  |
| 14.                              | »Electric Funeral« (obrada Black Sabbatha) | 5:41                             |                                  |                                  |                                  |                                  |                                  |                                  |                                  |
| 46:26                            |                                            |                                  |                                  |                                  |                                  |                                  |                                  |                                  |                                  |

| Bonus na ograničenom izdanju | Bonus na ograničenom izdanju    | Bonus na ograničenom izdanju | Bonus na ograničenom izdanju | Bonus na ograničenom izdanju | Bonus na ograničenom izdanju | Bonus na ograničenom izdanju | Bonus na ograničenom izdanju | Bonus na ograničenom izdanju | Bonus na ograničenom izdanju |
| Br.                          | Skladba                         | Trajanje                     |                              |                              |                              |                              |                              |                              |                              |
| ---------------------------- | ------------------------------- | ---------------------------- | ---------------------------- | ---------------------------- | ---------------------------- | ---------------------------- | ---------------------------- | ---------------------------- | ---------------------------- |
| 16.                          | »Six Pack« (obrada Black Flaga) | 1:51                         |                              |                              |                              |                              |                              |                              |                              |
| 48:17                        |                                 |                              |                              |                              |                              |                              |                              |                              |                              |

| 1.  | »Inflikted«                                                                            |  |
| 2.  | »Sanctuary«                                                                            |  |
| 3.  | »Territory« (obrada Sepulture)                                                         |  |
| 4.  | »Terrorize«                                                                            |  |
| 5.  | »The Doom of All Fires«                                                                |  |
| 6.  | »Inner Self (obrada Sepulture) / Nevertrust«                                           |  |
| 7.  | »Arise / Dead Embryonic Cells« (obrada Sepulture)                                      |  |
| 8.  | »Desperate Cry (obrada Sepulture) / Propaganda«                                        |  |
| 9.  | »Wasting Away« (obrada Nailbomba)                                                      |  |
| 10. | »Black Ark«                                                                            |  |
| 11. | »Holiday in Cambodia (obrada Dead Kennedysa) / Biotech Is Godzilla (obrada Sepulture)« |  |
| 12. | »Hearts of Darkness«                                                                   |  |
| 13. | »Refuse/Resist« (obrada Sepulture)                                                     |  |
| 14. | »Troops of Doom«                                                                       |  |
| 15. | »Must Kill«                                                                            |  |
| 16. | »Roots Bloody Roots« (obrada Sepulture)                                                |  |
| 17. | »Sanctuary – Video«                                                                    |  |

## Zasluge
| Cavalera Conspiracy - Max Cavalera – ritam gitara, vokal, glazba i tekstovi, produkcija - Iggor Cavalera – bubnjevi, udaraljke, aranžmani - Marc Rizzo – solo-gitara, prateći vokal (na pjesmi "Lynch Mob") - Johny Chow – bas-gitara Dodatni glazbenici - Ritchie Cavalera – prateći vokal (na "Black Ark (uživo)") - (Little) Igor Cavalera – bubnjevi (na pjesmi "Troops of Doom (uživo)") - Roget Miret – vokal, tekst (pjesmi "Lynch Mob") | Ostalo osoblje - Logan Mader – produkcija, miks, inženjer zvuka, mastering - Myriam Santos-Kayda – fotografije - Kevin Estrada – fotografije (Tray) - Edward Odowd – dizajn - Fabien Raymond – direktor (DVD) - Christophe Arnaud – miks na DVDu - Tom Hutten – mastering na DVDu - Olivier Bassuet – producent "Sanctuary (glazbeni spot)" - Modino Graphics – dizajn DVDa - Carol Ann Macahilig – autorstvo DVDa |